# Rhacodactylus
Rhacodactylus je rod čeledi gekonovití. Vyskytuje se endemicky na Nové Kaledonii, a to na Grande Terre a Île des Pins.
Zahrnuje druhy:
- Rhacodactylus auriculatus
- Rhacodactylus leachianus
- Rhacodactylus trachyrchynchus (živorodý)

## Dříve zde byli umístění
- - Correlophus ciliatus, Pagekon řasnatý dříve R. ciliatus
  - Correlophus sarasinorum; dříve R. sarasinorum
  - Mniarogekko chahoua; dříve R. chahoua

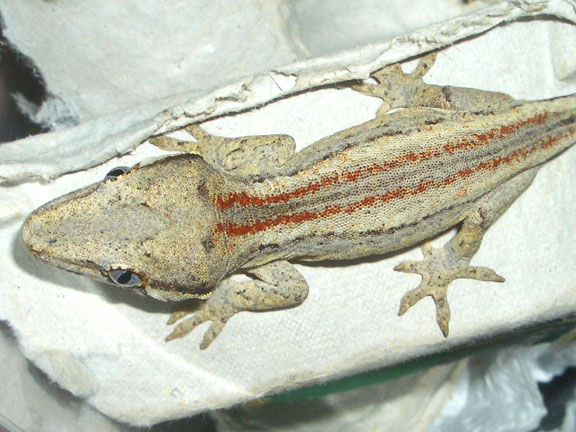
Rhacodactylus auriculatus
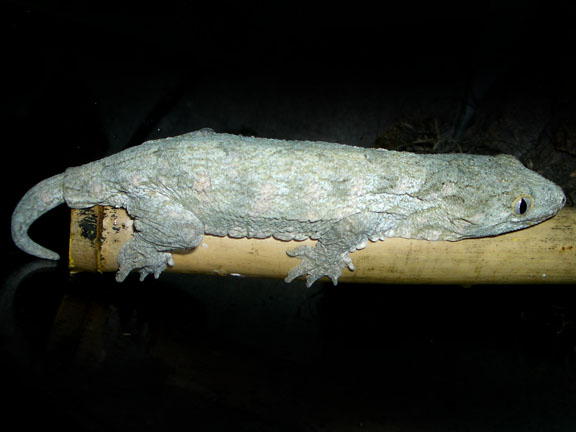
Rhacodactylus leachianus